# Onze-Lieve-Vrouw van Zeven Smartenkerk (Venray)

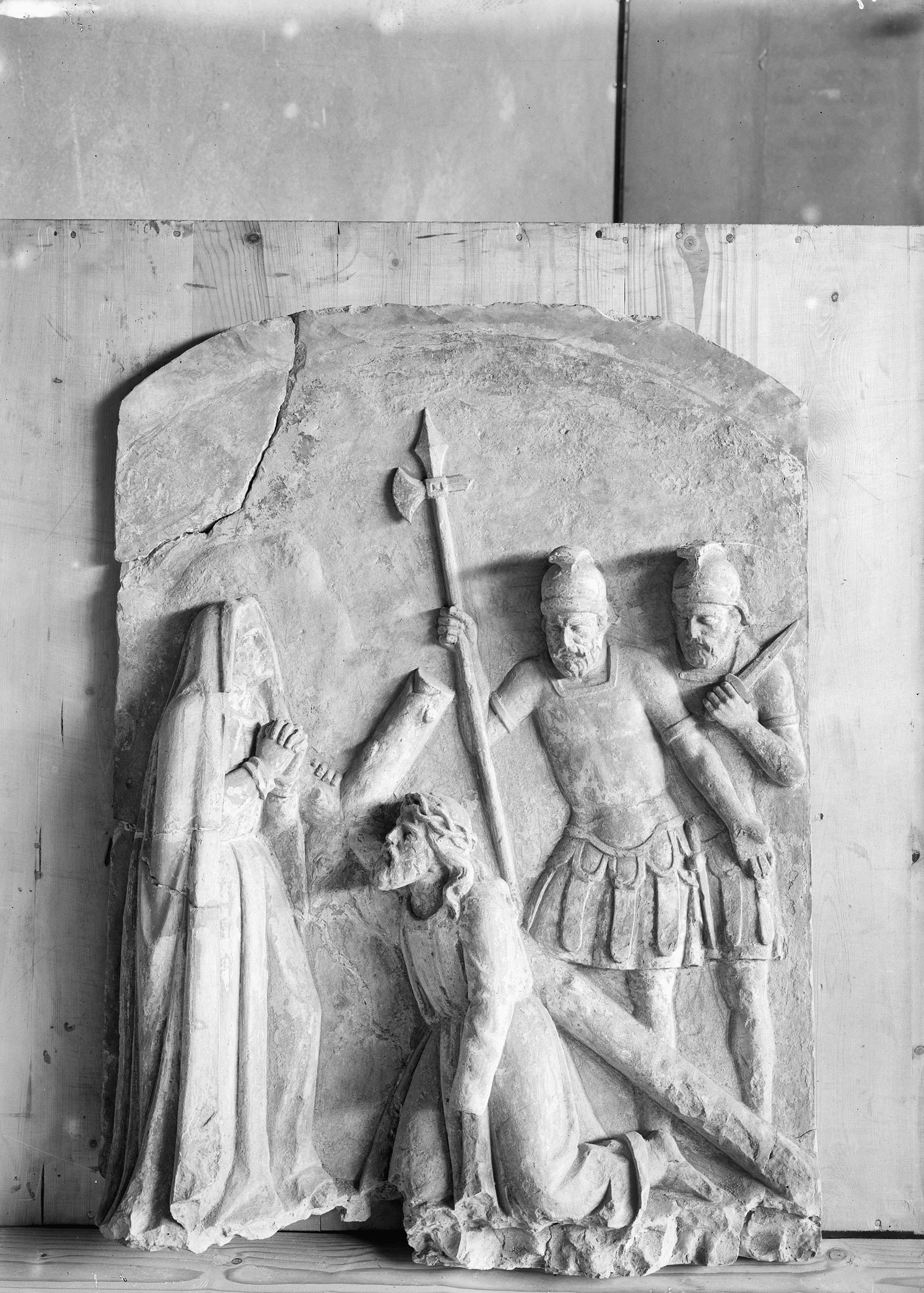
Terracotta-reliëf Smartenhof

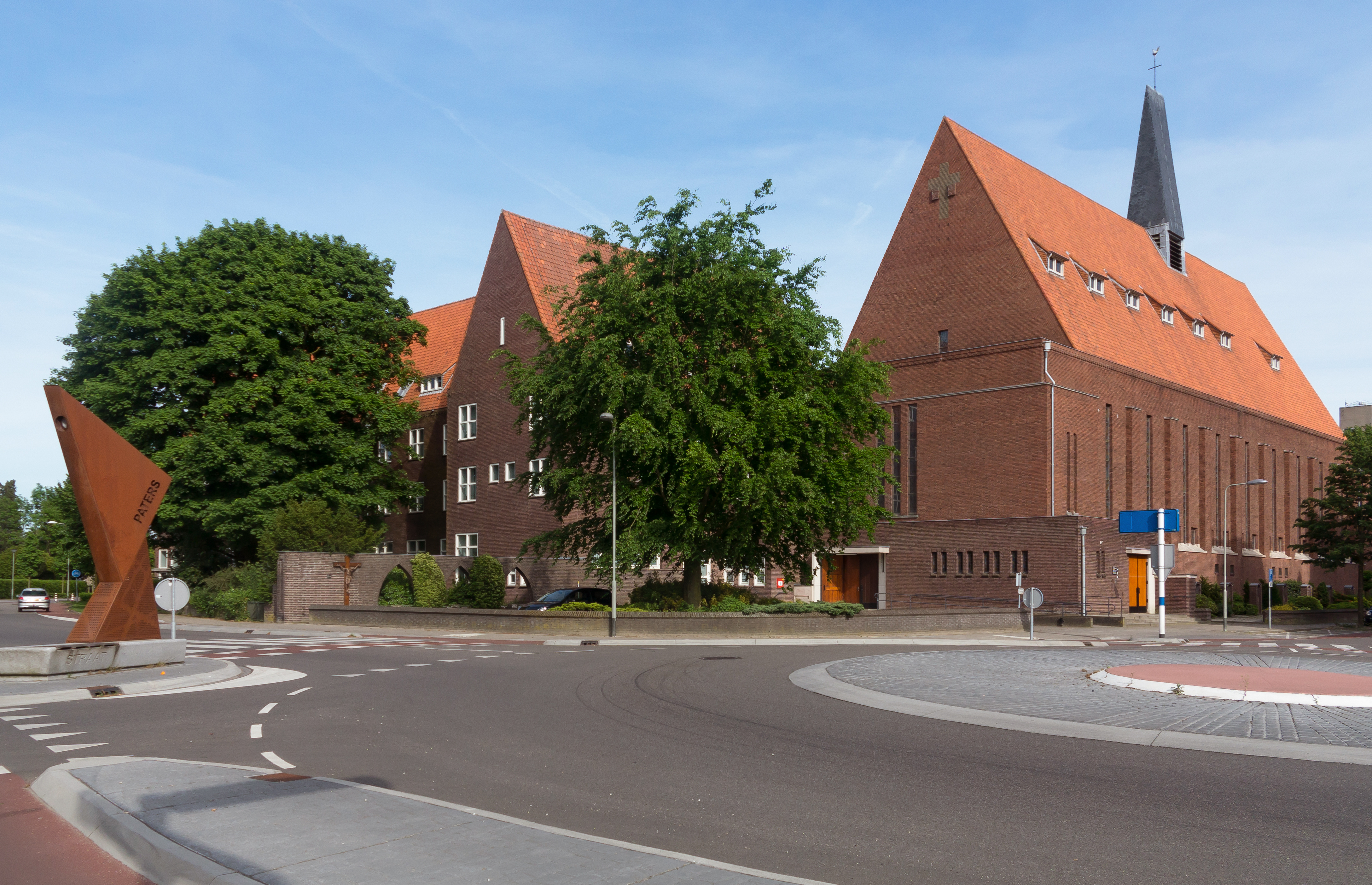
Venray, Onze Lieve Vrouw van Zeven Smarten of Paterskerk

De Onze-Lieve-Vrouw van Zeven Smartenkerk (ook: Paterskerk) is een klooster- en parochiekerk te Venray, aan Leunseweg 3.
De kerk is gebouwd als kloosterkerk van het Franciscanenklooster in 1925-1927. Architect was Jules Kayser. Het is een eenbeukige kerk onder hoog zadeldak, met een karakteristieke dakruiter. Het interieur is hoog en wordt door een spitsbooggewelf overwelfd. Alles is uitgevoerd in schoon metselwerk. Het koor is verlaagd. De kerk toont strakke lijnen en heeft kenmerken van het baksteenexpressionisme.
Binnen de kerk zijn beelden van Jos Thissen, ontworpen door pater Angelicus Stoks. Het orgel is een Vermeulen-orgel van 1928.

## Muur
Een restant van de kloostermuur uit 1647 (toen het eerste klooster werd gebouwd) is nog aanwezig. De muur bevat inscripties uit ongeveer 1800, toen Franse soldaten in het klooster gelegerd waren. Men ziet hier ook het Smartenhof, met kleine kapelletjes met terracotta-reliëfs die de Smarten van Maria uitbeelden.